# Heinz-Dieter Held
Heinz-Dieter Held (* 26. Januar 1948 in Löhne) ist ein deutscher Politiker (SPD). Er war zwischen 2009 und 2015 Bürgermeister der nordrhein-westfälischen Mittelstadt Löhne.

## Leben
1962 begann er eine Lehre in der Verwaltung des Amtes Löhne. Er studierte an einer Verwaltungsakademie. Danach arbeitete er für die Stadt Löhne im Personalbereich und bis 2005 als Kämmerer und Beigeordneter.
Heinz-Dieter Held ist verheiratet und hat drei Kinder.

## Bürgermeisteramt
Bei der Bürgermeisterwahl 2009 in Löhne wurde er bei einer Wahlbeteiligung von 53,05 Prozent mit 48,05 Prozent der gültigen Stimmen gewählt. Er löste damit den parteilosen, von der CDU unterstützten Kurt Quernheim ab. Zur Bürgermeisterwahl 2015 trat Heinz-Dieter Held nicht mehr an, er ging in den Ruhestand. Sein Nachfolger wurde der frühere Stadtkämmerer Bernd Poggemöller (SPD).
Als Bürgermeister war er unter anderem Mitglied der Zweckverbandsversammlung und des Verwaltungsrates der Sparkasse Herford und des Kommunalen Rechenzentrums Minden-Ravensberg/Lippe. Er ist Beiratsmitglied von unter anderem der E.ON Westfalen Weser.